# 배준호 (축구 선수)
배준호(裵峻浩, 2003년 8월 21일~)는 대한민국의 축구 선수로, 포지션은 공격형 미드필더, 왼쪽 윙어이다. 현재 EFL 챔피언십의 스토크 시티와 대한민국 축구 국가대표팀에서 활동하고 있다.

## 어린 시절
대구 신흥초등학교, 대구 반야월초등학교, 대구 대륜중학교, 평택 진위고등학교 출신으로 2020년 고등축구리그 1위, 2020년 문화체육관광부장관기 고교축구대회 우승, 2021년 고등축구리그 1위, 2021년 금석배 고교축구대회 우승, 2021년 무학기 고교축구대회 우승, 2021년 부산MBC 고교축구대회 우승에 기여했다.

## 구단 경력

### 대전 하나 시티즌
배준호는 고교 시절의 활약을 지켜본 허정무 이사장의 설득으로 2022 시즌을 앞두고 자유선발 형식으로 대전 하나 시티즌에 입단하며 프로에 정식 입문했다. 광주 FC와의 2022년 K리그2 2라운드 경기에서 프로 데뷔전을 치렀으나 27분 이시다 마사토시와 교체되었다.
7월 18일 서울 이랜드와의 리그 27라운드에서 프로 무대 데뷔골을 터뜨리며 팀의 3-1 승리에 일조했고 이후로도 2군팀과 1군팀에 출전했다. 10월 2일 광주 FC와의 42라운드 홈 경기에서 선발 출전했으나 전반 29분 서영재와 교체되었다.
서울 중랑 축구단과의 2022년 K4리그 홈 경기에서 멀티골을 터뜨리는 등 17경기에서 5득점을 기록했고 이후 1군에서 10월 26일 김천 상무와의 2022년 K리그 승강 플레이오프에서 대전의 8년만의 K리그1 복귀에 기여했다.

### 스토크 시티
2023년 8월 31일 잉글랜드 EFL 챔피언십의 스토크 시티와 4년 계약을 체결하며 스토크시티로 이적했다. 이적료는 공개되지 않았으나 일부 매체 보도에 의하면 약 28억원을 상회하는 것으로 알려졌다.
그리고 9월 2일 프레스턴 노스 엔드와의 2023-24 시즌 EFL 챔피언십 5라운드 경기에서 후반 25분 메흐디 레리스와의 교체 투입을 통해 유럽 리그 데뷔전을 가졌고 팀에서 최고 평점을 받았다.
2024년 7월 25일, 스토크 시티는 배준호의 등번호를 22번에서 10번으로 변경했다.

## 국가대표팀 경력

### 대한민국 U-20 국가대표팀
2022년 1월 김은중 감독이 이끄는 U-20 대표팀에 첫 발탁되어 국내 소집 훈련에 참가한 뒤 같은 해 4월에 열린 베트남 U-23 대표팀과의 친선 경기, 6월에 열린 리스본 U-18 국제 축구 대회, 9월에 열린 2023년 AFC U-20 아시안컵 예선 등에 꾸준히 소집되었다.
이후 2023년 AFC U-20 아시안컵 본선을 앞두고 같은 소속팀 동료인 배서준, 김경환과 함께 최종 엔트리에 발탁되어 요르단과의 C조 조별리그 2차전에서 후반 20분 상대팀 골키퍼가 나온 틈을 놓치지 않고 팀의 첫번째 득점을 성공시키며 준결승 진출 및 2회 연속이자 통산 16번째 U-20 월드컵 본선 진출에 일조했다.
그리고 이러한 활약에 힘입어 아르헨티나에서 열리는 2023년 FIFA U-20 월드컵 본선 최종 엔트리에 발탁되어 전 대회 준결승전 상대였던 에콰도르와의 16강전에서 1득점 1도움을 기록하면서 2회 연속 8강 진출을 이끌었고 나이지리아와의 8강전에서는 후반 시작하자마자 강성진을 대신해 교체로 투입되며 팀 통산 3번째 U-20 월드컵 준결승 진출이자 FIFA 주관 남자 대회 통산 5번째 준결승 진출에 기여했다. 이탈리아와의 준결승전에서는 1대 2로 패배하며 3위 결정전을 치르게 되었지만 여러 차례 멋진 드리블 돌파로 아르헨티나 현지 팬들과 상대 팀 감독으로부터 좋은 평가를 받았다. 대한민국 U-20 대표팀은 3•4위 결정전에서 이스라엘에게 3대 1로 패배하며 U-20 월드컵에서 4위를 차지했다.

### 대한민국 국가대표팀
2024년 5월 27일 대한민국 성인 대표팀 임시 감독 김도훈에 의해 처음으로 성인 국가대표팀에 발탁되었다. 6월 6일 싱가포르와의 2026년 FIFA 월드컵 예선 경기를 통해 국제 A매치에 처음 출전했으며 70분에 이재성의 교체 선수로 뛰었다. 그는 투입 9분 만에 득점에 성공하여 A매치 데뷔 경기에서 데뷔 골을 기록했다.

## 경력 통계

### 국가대표팀
득점 기록
| # | 경기일     | 경기장소               | 상대팀   | 득점  | 결과  | 비고                                    |
| - | ---------- | ---------------------- | -------- | ----- | ----- | --------------------------------------- |
| 1 | 2024/06/06 | 싱가포르               | 싱가포르 | 6 – 0 | 7 - 0 | 2026년 FIFA 월드컵 아시아 지역 2차 예선 |
| 2 | 2024/11/14 | 쿠웨이트, 쿠웨이트시티 | 쿠웨이트 | 3 – 1 | 3 - 1 | 2026년 FIFA 월드컵 아시아 지역 3차 예선 |

## 수상 내역
국가대표팀
 대한민국 U-23 축구 국가대표팀
- WAFF U-23 축구 선수권 대회: 2024[10]

개인
- 스토크 시티 FC 올해의 선수: 2023-24[11]